# تشارلز لي (كرة سلة)
تشارلز لي (بالإنجليزية: Charles Lee)‏ مواليد 11 نوفمبر 1984 في واشنطن العاصمة، هو مدرب كرة سلة أمريكي ولاعب سابق. بدأ مسيرته الاحترافية في سنة 2006. وهو مدرب مساعد لفريق أتلانتا هوكس في الرابطة الوطنية لكرة السلة. يبلغ طوله 6 قدم 4 بوصة (1.9 م). اعتزل اللعب في 2010. لعب مع بي جي غوتنغن وأرتلاند دراغونز.

## روابط خارجية
- تشارلز لي على موقع كرة السلة الأوروبية.كوم (الإنجليزية)
- تشارلز لي على موقع كلية كرة السلة في سبورتس رفرنس.كوم (الإنجليزية)
- تشارلز لي على موقع ريلجم (الإنجليزية)
- تشارلز لي على موقع بروبوليرز (الإنجليزية)
- تشارلز لي على موقع سبورتس رفرنس (الإنجليزية)